# Royal Birkdale Golf Club
Royal Birkdale Golf Club er en golfbane og -klub i byen Southport i England, som er en af de baner som på skift er vært for The Open Championship og samtidig også en bane på rotaen for Women's British Open. Klubben var første gang vært for mændenes turnering i 1954 og har pr. 2020 været vært 10 gange (senest i 2017), mens kvindernes turnering fem gange har været spillet på Royal Birkdale. Spillerne, der har vunder the Open på Royal Birkdale er Pádraig Harrington, Mark O'Meara, Ian Baker-Finch, Tom Watson, Johnny Miller, Lee Trevino, Arnold Palmer og Peter Thomson (to gange). Banen er unik på den måde, at ingen af de 18 huller spilles i samme retning, hvilket giver åbenbare udfordringer på blæsende dage.
Royal Birkdale har også været vært for Ryder Cup, Walker Cup og Curtis Cup.

## Historie
Klubben blev grundlagt i 1889 under navnet Birkdale Golf Club, og en fik "Royal"-status i 1951. Klubben flyttede i 1894 og byggede et nyt klubhus i 1935. I 1946 var klubben vært for sit første store mesterskab, The Amateur Championship, som blev vunder af ireren James Bruen. I 1948 var klubben vært for Curtis Cup, som USA vandt, og i 1951 lagde banen græs til Walker Cup, som også blev vundet af USA. Efter at have prøvet kræfter med værtskabet for disse betydningsfulde begivenheder, var klubben klar til at afholde The Open Championship for første gang i 1954, og siden da har banen været på mesterskabets rota.